# Florenz-Ludwig Heidsieck
Florenz-Ludwig Heidsieck (* 23. November 1749 in Borgholzhausen im Kreis Gütersloh; † 17. Oktober 1828 in Reims) war der Gründer aller späteren Champagner-Häuser dieses Namens.

## Leben
Heidsieck wurde als Sohn des evangelischen Pastors Friedrich Heinrich Heidsieck und seiner Ehefrau Dorothee Elisabeth Thorbecke, beide stammen aus Brockhagen, geboren. Im Alter von 15 Jahren begann er eine Lehre in Lübeck, ließ sich aber 1777 mit 28 Jahren in Reims (Frankreich) nieder und nahm dort die französische Staatsbürgerschaft an. Fortan nannte er sich Florens-Louis Heidsieck. Kurz darauf heiratete er die Tochter des vermögenden Textilunternehmers Nicolas Perthois und gründete 1785 mit seinem Sohn ein Unternehmen, das sich zunächst mit dem Handel von Textilien befasste.

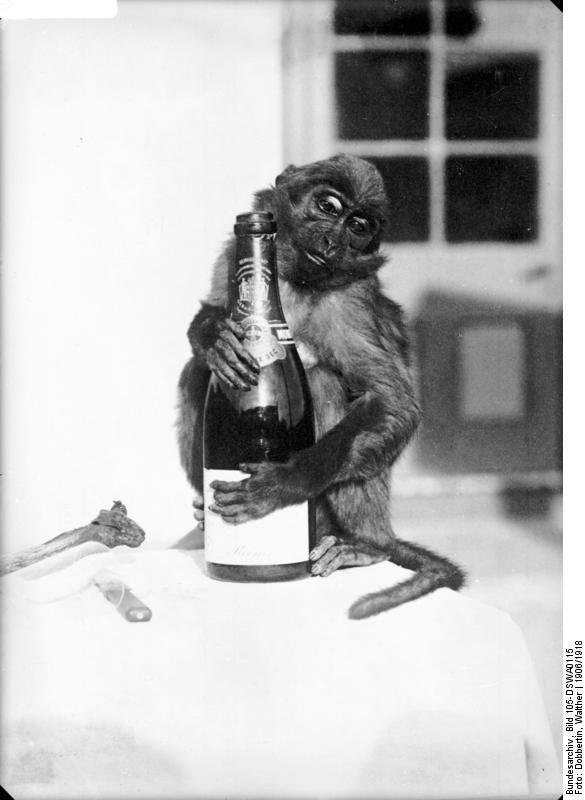
Äffchen mit einer Flasche Heidsieck-Sekt, 1906

Bereits 1780 hatte er begonnen, seinen eigenen Wein zu erzeugen, und war darin so erfolgreich, dass er am 16. Juli 1785 auch ein eigenes Champagnerhaus eröffnete. Als er einen seiner Champagner der damaligen Königin Marie-Antoinette widmete, durfte er diesen Champagner der Königin persönlich vorstellen. 1794 wurde der Firmenname in Heidsieck & Co. geändert. Da sein junger Sohn unerwartet früh verstarb, holte er nach und nach seine noch in Deutschland lebenden vier Neffen in sein Unternehmen nach Reims.
Als erster stieg bereits 1795 Henri-Louis Walbaum in das Unternehmen ein. Ihm folgten 1800 Frédéric-Auguste Delius, 1805 Charles-Henri Heidsieck und 1808 Christian Heidsieck, der jüngere Bruder von Charles-Henri. Einen seiner Neffen, Christian Heidsieck, machte er zum Teilhaber. Als Florens-Louis Heidsieck 1828 mit 79 Jahren starb, übernahm Christian Heidsieck das Champagnerhaus und machte seinen Cousin, Henri Guillaume Piper, zum Teilhaber.
Aus dieser Gründerzeit stammen die Wurzeln der Champagnerhäuser, denn die Neffen und Großneffen gingen getrennte Wege. Bereits 1834 gründet Henry-Louis Walbaum ein eigenes Champagner-Unternehmen unter dem Namen Walbaum & Heidsieck und vertreibt den Monopole, der später den Firmennamen ergänzt. Die beiden anderen Firmenzweige entstehen unter den Namen Charles Heidsieck und Piper-Heidsieck. Heidsieck Monopole wird 1985 von G. H. Mumm vollständig übernommen. Die zahlreichen rechtlichen Streitigkeiten sind heute begraben, da die Champagnerhäuser inzwischen anderen großen Konzernen angegliedert sind.
- Charles-Heidsieck – gehört heute der EPI Holding (Familie Descours)[2]
- Piper-Heidsieck – gehört heute der EPI Holding (Familie Descours)[2]
- Heidsieck & Co. Monopole – gehört seit 1998 dem Vranken-Konzern

## Anmerkung
2.800 Flaschen für den russischen Zaren Nikolaus II. bestimmter Champagner Goût Américain, Vintage 1907 versanken am 3. November 1916 auf dem Transportschiff Jönköping, das von einem deutschen U-Boot versenkt wurde und lagen bis zum Jahr 1997 in 64 Metern Tiefe. Nach der Bergung erwies sich der unversehrte Champagner als noch durchaus trinkbar, da die „Lagerung“ fast optimal war (hoher Wasserdruck bei 4 °C). Ein großer Teil des Champagners wurde versteigert und erzielte bis zu 3.000 € pro Flasche.